# 675 Ludmilla
675 Ludmilla este un asteroid din centura principală, descoperit pe 30 august 1908, de Joel Metcalf.